# 231 (číslo)
Dvě stě třicet jedna je přirozené číslo, které následuje po čísle dvě stě třicet a předchází číslu dvě stě třicet dva. Římskými číslicemi se zapisuje CCXXXI a řeckými číslicemi σλα.

## Matematika
231 je:
- Deficientní číslo
- Nešťastné číslo
- Příznivé číslo
- Trojúhelníkové číslo
- Šestiúhelníkové číslo
- Osmistěnové číslo

## Chemie
- 231 je nukleonové číslo nejstabilnějšího izotopu protaktinia[1]

## Astronomie
- (231) Vindobona je planetka hlavního pásu, kterou objevil v roce 1882 Johann Palisa

## Doprava
- Silnice II/231 je česká silnice II. třídy vedoucí na trase Plzeň – Zruč-Senec – Kaceřov – Kozojedy[2][3][4]

## Ostatní
- +231 je mezinárodní telefonní předvolba Libérie

## Roky
- 231
- 231 př. n. l.